# SB2C (航空機)
SB2C ヘルダイヴァー
A-25 シュライク
空母ハンコック艦載のSB2C
(第85爆撃飛行隊所属、1945年2月撮影)
- 用途：急降下爆撃機、偵察機
- 分類：艦上爆撃機
- 設計者：ドノヴァン・リーズ・バーリン
- 製造者：

  - カーチス・ライト社
  - カナダ・フェアチャイルド社
  - カナディアン・カー・アンド・ファウンドリー社
- 運用者

  -  アメリカ海軍
  -  アメリカ陸軍航空軍
  -  自由フランス軍
  -  フランス海軍航空隊(ヴィシー政権軍)
  -  フランス空軍(ヴィシー政権軍)
  -  タイ空軍他
- 初飛行：1940年12月18日
- 生産数：7,140機
- 生産開始：1940年12月
- 運用開始：1943年11月11日
- 退役：1959年（イタリア空軍）
- 運用状況：退役

SB2C ヘルダイヴァー（Curtiss-Wright SB2C Helldiver ）は、カーチス・ライト社が開発し、第二次世界大戦期後半にアメリカ海軍で運用された偵察爆撃機。
愛称の「ヘルダイヴァー(Helldiver)（同社が以前開発した急降下爆撃機の代名詞の三代目を称した）」は、英語圏におけるオビハシカイツブリ(Pied-billed grebe)の別名。SB2Cは非常に大型で、強力でもあったので the Beast というニックネームを付けられていた。
フェアチャイルド社製の機体はSBF、カナディアン・カー・アンド・ファウンドリー社製の機体はSBWとして採用された。陸軍向けにも製造され、A-25 シュライク（Curtiss-Wright A-25 Shrike、シュライクとはモズの意）として制式採用された。

## 開発

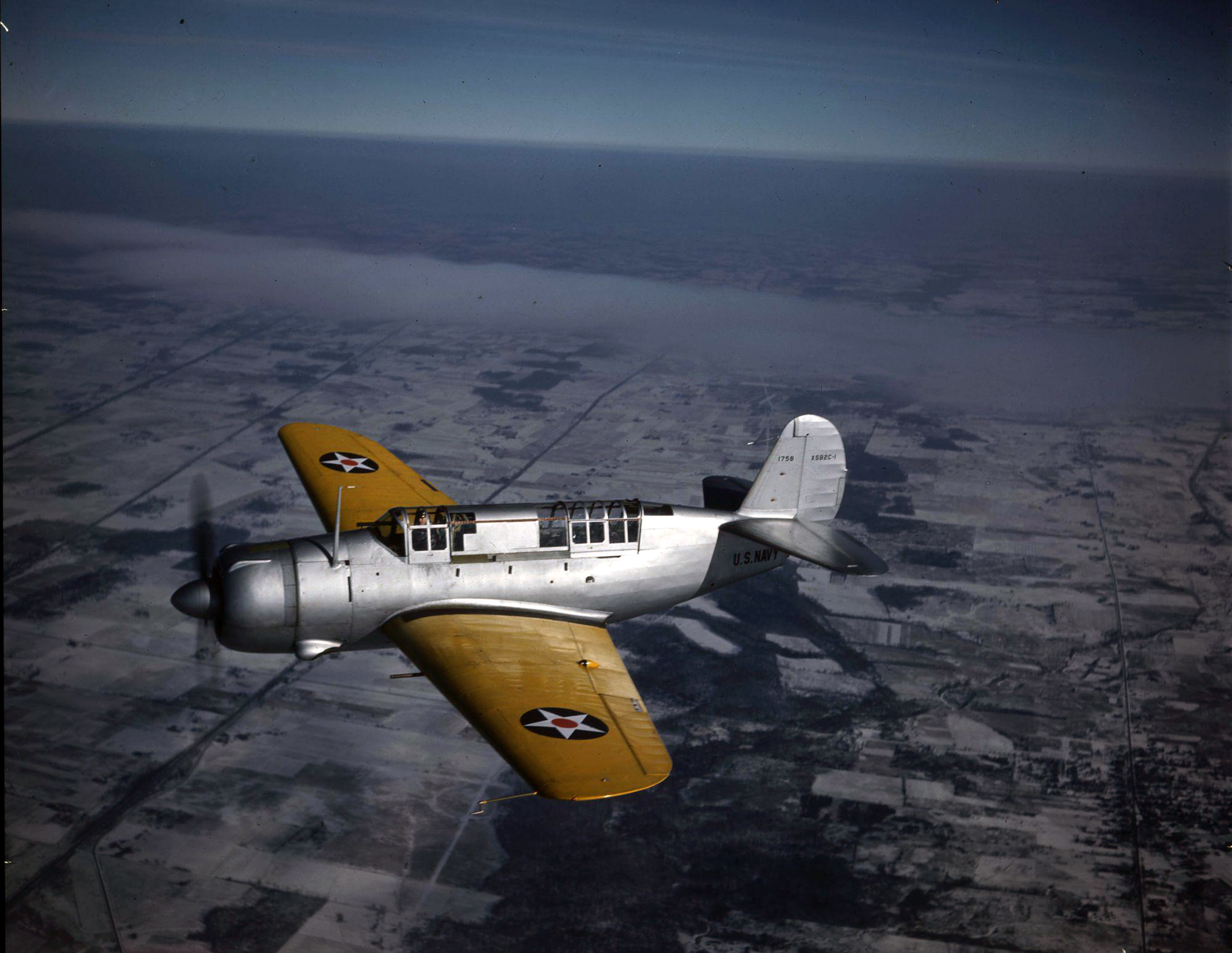
試作型 XSB2C

ダグラス社が製造したSBDドーントレス偵察爆撃機の後継機として開発された。原型機の初飛行は1940年12月のことである。ドーントレスより速度や爆弾搭載量が強化され、機銃もSBDが搭載していた12.7mmより強力な20mm機銃が搭載された。SBDと異なり、爆弾は胴体下部の爆弾倉内に収納する。
開発においては要求性能的に大型化が避けられない機体を、航空母艦のエレベーターに収めるために無理やり機体後半部が切り詰められた設計とした。また、性能より生産性を重視した仕様の為、操縦性・離着艦性能などの安定性はあまり良くなく、トラブルの多い機体だった。このことから、当時の操縦士達からは型番をもじって「サノヴァビッチ・セカンドクラス（Son of a Bitch 2nd Class：二流のろくでなし）」と暗に呼ばれ、忌み嫌われていた。

現場での評価とは裏腹に、急降下爆撃から雷撃までが可能な本機の多目的性は上層部から高く評価され、生産機数は実に7,000機以上にも及び、SBDに替わってアメリカ海軍の戦争後期の主力艦上爆撃機となっている。

## 運用
主に太平洋各地や日本本土への空襲で活躍した。特筆すべき運用実績としては坊の岬沖海戦での戦艦大和に対する急降下爆撃が挙げられる。
SB2C-1は不具合などから練習機として運用されたが、本格的に運用されたSB2C-1Cは1943年11月から実戦に投入された。1944年には新型のカーティス社製4翅プロペラを備えエンジンもR-2600-20へと換装されたSB2C-3が配備されはじめた。この型がマリアナ沖海戦や台湾、硫黄島、沖縄近海へと出撃し、戦艦武蔵や大和の撃沈に一役買った。
1942年から1943年には3色の青系迷彩が施されたSB2Cが運用されていたが、空母での運用上翼が折り畳まれた状態で甲板に並ぶため、翼下面が上から見えることを想定して翼下面の外側に暗い上面側の迷彩がされていた。
F6F「ヘルキャット」とF4U/FG「コルセア」が爆弾を搭載し地上目標へ攻撃でき、敵の戦闘機に対して非常に強固な防御性能を持つことが運用によって証明されていたが、SB2Cはより正確に兵器を撃ち込むことができた。また、海軍の作戦で非常に重要な爆弾を搭載しながら、戦闘機よりも優れた航続性能を持っていた。
空対地ロケットの出現により、後継機であるBTDデストロイヤーやAMモーラー、ADスカイレイダーは急降下爆撃を行わなくなったため、SB2Cは最後に製造された急降下爆撃機となった。空対地ロケットは垂直に近い急降下による空気抵抗や、急降下爆撃機に求められるような厳しい性能要件が無くとも海上および陸上の標的に対する精密な攻撃を可能にしたことから急速に急降下爆撃機と変わって運用されはじめた。
SB2Cは、1947年まで現役米海軍中隊で運用されており、現役部隊を退役した後も1950年まで海軍予備飛行部隊で運用されていた。第二次世界大戦の終結や現役部隊からの退役に伴って発生した余剰航空機はフランス、イタリア、ギリシャ、ポルトガル、およびタイの海軍空軍に売却された。ギリシャに供与された機体はギリシャ内戦で運用され、翼に追加の機関銃を内蔵したポッドが取り付けられた。フランスに供与された機体は、1951年から1954年までの第1次インドシナ戦争において運用された。
カーティス・ライト社のセントルイス工場で製造された900機は陸軍航空軍 (USAAF)によってA-25Aシュライク攻撃機として注文された。最初に生産された10機には空母積載のための折りたたみ翼があったが、これ以降の機体では廃止された。他の多くの変更により、A-25Aは大きな主輪、空気圧式尾輪、円環型照準器、長い排気管、その他の陸軍指定の無線機器などがSB2Cより変更されていた。A-25Aが導入された1943年後半には、P-47サンダーボルトなどの戦闘機が戦術的航空支援任務を遂行する能力を持っていたため、急降下爆撃任務を行う本機は必要なくなっていた。このためUSAAFは410機のA-25Aを海兵隊へ移した。海兵隊ではSB2C-1として配備されたが、前線には輸送されず主に練習機として使用された。米陸軍で運用された残り490機のA-25Aも、練習や標的曳航といった支援任務に従事したのみで実戦には参加しなかった。
戦後、フランス海軍航空隊に供給された機体はインドシナ戦争に参加した。また、ギリシャ、タイ、イタリア等にも供与され、1950年代半ばまで運用された。
オーストラリア政府は、オーストラリア空軍（RAAF）の運用するヴェンジェンス急降下爆撃機を更新する目的で150機のシュライクを注文した。この代金は武器貸与法に基づく援助として米国政府から支払われた。最初に生産された10機は1943年11月にオーストラリアに届けられたが、RAAFは急降下爆撃を時代遅れと見なすようになり急降下爆撃機の注文は行わなくなったため、残りの140機の注文はキャンセルされた。
RAAFの受け取ったシュライクにはシリアル番号でA69-1からA69-10が割り当てられたが、A69-4だけが実戦で運用された。1944年1月中旬までに、A69-4以外のすべてのシュライクはUSAAFに引き渡された。A69-4も1943年12月から1944年4月に第1航空性能ユニットに割り当てられ性能テストに使用されたのち、1944年12月にUSAAFに返還された。
イギリス海軍の艦隊航空隊では少数の機体がヘルダイヴァー Mk.I（Curtiss Helldiver Mk.I ）として運用された。イギリスより武器貸与法の元で注文された450機のうち26機が配備されたが、試験を行った航空機・軍備試験場関係者に「ぞっとするようなハンドリング」と言わしめるほどの操縦性の低さから、実戦では使用されなかった。
アメリカの援助により、ギリシャ海軍航空隊に、米国海軍の余剰在庫から48機のSB2C-5が提供された。航空機は1949年の春に空母シチリア（CVE-118）によって配送された。48機のうち、6機は地上の指示または予備部品に使用され、42機はスピットファイアと共に第336戦闘飛行隊（336 Μοίρα Διώξεως）に配備された。のちに隊は名称を第336爆撃飛行隊（336 Μοίρα Βομβαρδισμού）に変更された。
ギリシャでSB2C-5は運用中にCOIN機のような若干の改造が加えられた。硬質ゴム製の尾輪（空母の飛行甲板用）が、滑走路用の空気入り大型ゴムタイヤに置き換えられた。当時ギリシャにおける戦争への考えでは空戦は起きないと考えられていたため、爆弾や追加の機関銃には軽量のものが使用され、後部銃座は廃止され、銃座にあった2挺の機関銃は取り除かれた。
SB2C-5ヘルダイヴァー、スピットファイア、およびT-6D / Gは、ギリシャ内戦の最終段階での共産党の地上部隊、キャンプ、および輸送に対する地上攻撃ミッションで使用された。

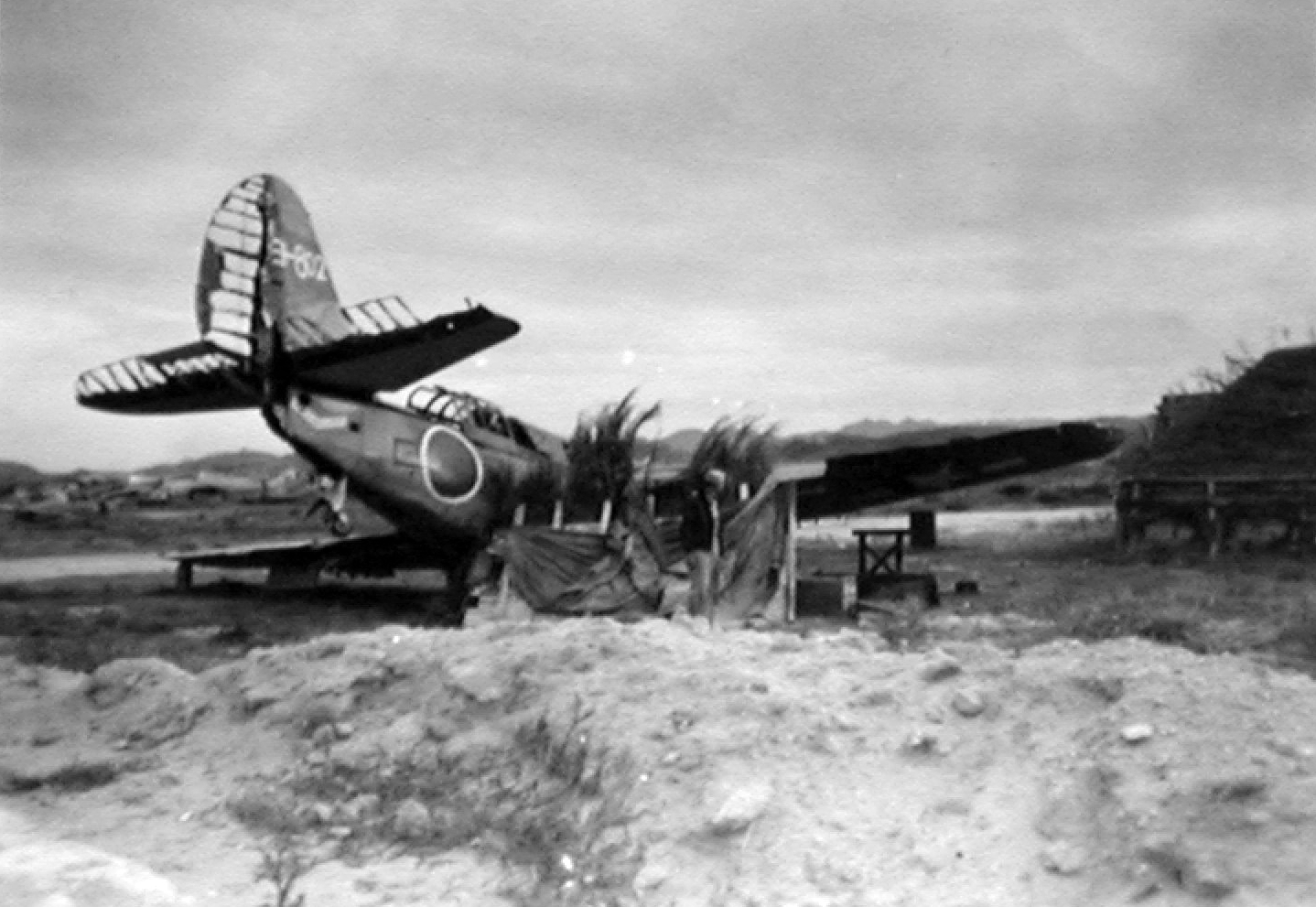
日本海軍が鹵獲したSB2C。1945年、横須賀海軍航空基地にて。空襲で破壊されたのか、着陸に失敗したのか、滑走路に突っ込んでいる。

SB2C-5ヘルダイヴァーは比較的短い実戦配備を経て、1953年までに段階的に前線から退いたが、1957年までは空中写真撮影機として使用されていた。うち1機は1997年に修復され、ギリシャ空軍博物館に展示されている。
また日本海軍もSB2Cを鹵獲している。

## A-25

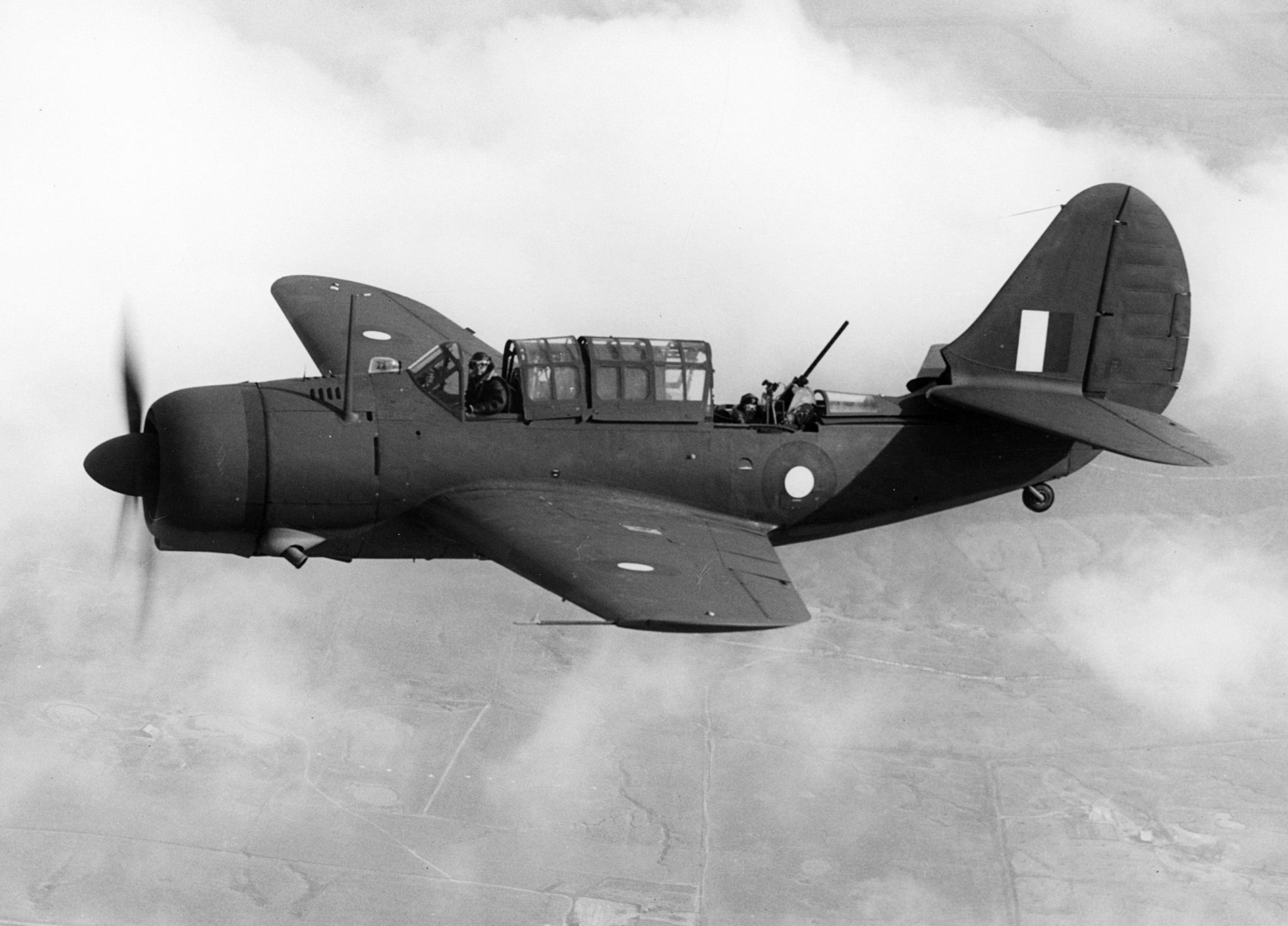
A-25A オーストラリア空軍の機体

第二次世界大戦初期において本格的な急降下爆撃機を保有していなかった陸軍航空軍では、海軍の機体を陸軍仕様とすることで機体を調達した。SBDをA-24として調達したのに続き、試作機が初飛行したばかりのSB2Cに対してもA-25として900機の発注を行った。
A-25は海軍型のSB2C-1と基本的には同一の機体だったが、陸上で必要のない着艦フックや主翼の折りたたみ機構が廃止されていた。また、主輪は不整地での運用を考慮して大型化されていた。内部艤装については陸軍仕様に変更されていたが、海軍からの要請により容易に海軍仕様に戻せるようになっていた。
SB2Cが実用へ向けての改修に手間取ったためA-25も実用化が遅れ、初飛行は1942年の9月になってしまった。この頃には陸軍では急降下爆撃機に対する興味が薄れ、一次発注分の900機で生産を中止することとした。生産機については約4分の1をオーストラリア空軍にレンドリースすることにし（実際に引き渡されたのは10機）、残りを配備することとした。最終的には410機が海兵隊に引渡されSB2C-1Aとして使用され、残った機体はRA-25Aと改称され訓練や標的曳航に用いられた。このため、陸軍機としては実戦に参加することなく終わった。
なお、A-25にもカーチス社の攻撃機の伝統とも言える'シュライク（Shrike：モズ科の鳥の総称）'の愛称が与えられている。

## 諸元
| 機体名       | SB2C-5 | SB2C-5 | SB2C-5 |
| ------------ | --- | --- | --- |
| 全長         | 36ft 8in (11.18m) | 36ft 8in (11.18m) | 36ft 8in (11.18m) |
| 全幅         | 49ft 8.625in (15.15m) → 22ft 6.5in (6.87m) ※主翼折り畳み時 | 49ft 8.625in (15.15m) → 22ft 6.5in (6.87m) ※主翼折り畳み時 | 49ft 8.625in (15.15m) → 22ft 6.5in (6.87m) ※主翼折り畳み時 |
| 全高         | 14ft 9in (4.50m) → 16ft 10in (5.13m) ※主翼折り畳み時 | 14ft 9in (4.50m) → 16ft 10in (5.13m) ※主翼折り畳み時 | 14ft 9in (4.50m) → 16ft 10in (5.13m) ※主翼折り畳み時 |
| 翼面積       | 422ft2 (39.21m2) | 422ft2 (39.21m2) | 422ft2 (39.21m2) |
| 空虚重量     | 10,580lbs (4,799kg) | 10,580lbs (4,799kg) | 10,580lbs (4,799kg) |
| プロペラ     | ブレード4枚 直径12ft 2in (3.71m) | ブレード4枚 直径12ft 2in (3.71m) | ブレード4枚 直径12ft 2in (3.71m) |
| エンジン     | Wright R-2600-20 (1,900Bhp) ×1 | Wright R-2600-20 (1,900Bhp) ×1 | Wright R-2600-20 (1,900Bhp) ×1 |
| 武装         | AN-M3 20mm機関砲 ×2 (弾数計400発) + AN/M2 7.62mm機関銃×2 (弾数計2,000発) | AN-M3 20mm機関砲 ×2 (弾数計400発) + AN/M2 7.62mm機関銃×2 (弾数計2,000発) | AN-M3 20mm機関砲 ×2 (弾数計400発) + AN/M2 7.62mm機関銃×2 (弾数計2,000発) |
| 外部兵装     | 爆弾槽：2,000/1,600lbs爆弾×1・AP 1,000lbs爆弾×1・GP 1,000/500/250lbs爆弾×2・100lbs爆弾×5 650lbs爆雷×1・325lbs爆雷×2、Mk.13魚雷×1 翼下：1,000/500/250lbs爆弾×2・100lbs爆弾×6、650/325lbs爆雷×2 | 爆弾槽：2,000/1,600lbs爆弾×1・AP 1,000lbs爆弾×1・GP 1,000/500/250lbs爆弾×2・100lbs爆弾×5 650lbs爆雷×1・325lbs爆雷×2、Mk.13魚雷×1 翼下：1,000/500/250lbs爆弾×2・100lbs爆弾×6、650/325lbs爆雷×2 | 爆弾槽：2,000/1,600lbs爆弾×1・AP 1,000lbs爆弾×1・GP 1,000/500/250lbs爆弾×2・100lbs爆弾×5 650lbs爆雷×1・325lbs爆雷×2、Mk.13魚雷×1 翼下：1,000/500/250lbs爆弾×2・100lbs爆弾×6、650/325lbs爆雷×2 |
| ミッション   | COMBAT | BOMBER(1) | BOMBER(2) |
| 離陸重量     | 14,406lbs (6,534kg) | 16,287lbs (7,388kg) | 16,566lbs (7,514kg) |
| 戦闘重量     | 14,406lbs (6,534kg) | 15,566lbs (7,061kg) | 16,566lbs (7,514kg) |
| 搭載燃料     | 離陸重量：353gal (1,336ℓ) 戦闘重量：353gal (1,336ℓ) | 離陸重量：453gal (1,715ℓ) 戦闘重量：353gal (1,336ℓ) | 離陸重量：353gal (1,336ℓ) 戦闘重量：353gal (1,336ℓ) |
| 携行装備     | ― | 1,000lbs爆弾×1 | 2,000lbs爆弾×1 |
| 最高速度     | 298mph/16,700ft (480km/h 高度5,090m) | 279mph/16,300ft (449km/h 高度4,968m) | 265mph/16,200ft (426km/h 高度4,938m) |
| 上昇能力     | 1,770ft/m (8.99m/s) | 1,370ft/m (6.96m/s) | 1,180ft/m (5.99m/s) |
| 実用上昇限度 | 29,000ft (8,839m) | 26,400ft (8,047m) | 24,800ft (7,559m) |
| 航続距離     | 1,345st.mile (2,165km) | 1,490st.mile (2,398km) | 1,120st.mile (1,802km) |
| ミッション   | TORPEDO | SCOUT | ROCKET |
| 離陸重量     | 16,806lbs (7,623kg) | 15,918lbs (7,220kg) | 16,236lbs (7,365kg) |
| 戦闘重量     | 16,806lbs (7,623kg) | 15,918lbs (7,220kg) | 16,236lbs (7,365kg) |
| 搭載燃料     | 離陸重量：353gal (1,336ℓ) 戦闘重量：353gal (1,336ℓ) | 離陸重量：553gal (2,093ℓ) 戦闘重量：353gal (1,336ℓ) | 離陸重量：353gal (1,336ℓ) 戦闘重量：353gal (1,336ℓ) |
| 携行装備     | Mk.13魚雷×1 | 100galタンク×2 | 1,000lbs爆弾×1 + A.R.×8 |
| 最高速度     | 246mph/16,000ft (396km/h 高度4,877m) | 260mph/16,100ft (418km/h 高度4,907m) | 266mph/16,200ft (428km/h 高度4,938m) |
| 上昇能力     | 1,120ft/m (5.69m/s) | 1,270ft/m (6.45m/s) | 1,230ft/m (6.45m/s) |
| 実用上昇限度 | 23,900ft (7,285m) | 25,400ft (7,742m) | 25,300ft (7,711m) |
| 航続距離     | 1,025st.mile (1,650km) | 1,805st.mile (2,905km) | 1,135st.mile (1,827km) |

## 型式一覧
XSB2C-1
試作機。ライトR-2600-8(1,700馬力 1,268 kW)エンジンを搭載、固定機銃は機首に12.7mm機銃2挺。
SB2C-1
アメリカ海軍向け初の量産型で、機首が延長され垂直尾翼が大きくなり、固定機銃が主翼に4挺へ変更。200機生産。
SB2C-1A
アメリカ陸軍が発注したA-25の海軍呼称。
SB2C-1C
主翼の12.7mm4挺が20mm機関砲2門、フラップを油圧式に変更。778機生産。
XSB2C-2
双浮舟式の試作水上機型。SB2C-1から1機改造。
XSB2C-3
SB2C-1のエンジンをライトR-2600-20 (1,900馬力 1,417 kW)へ変更した試作機。
SB2C-3
XSB2C-3の生産型。プロペラを4翅へ、プロペラスピナーを装備せず、無線機と酸素供給装置も新型に変更。1,112機生産。
S2BC-3E
APS-4レーダーを装備した型。
SB2C-4
主翼下にHVAR 127mmロケット弾8発または爆弾454kg（1,000lb)までの兵装架を追加、プロペラスピナーを装備、ダイブブレーキを穴空き式、着艦フックを外装式へ変更。2,045機生産。
S2BC-4E
APS-4レーダーを装備した型。
XSB2C-5
試作型。SB2C-1から1機改造。
SB2C-5
燃料搭載量の増加、プロペラスピナーを装備せず、フレームレスのスライド式キャノピー、着艦フックの位置を変更。970機生産。
S2BC-5E
APS-4レーダーを装備した型。
XSB2C-6
燃料搭載量の増加とエンジンをライトR-2600-22 (2,100馬力 1,566 kW)へ変更した試作機。SB2C-1から2機改造。
SBF-1
SB2C-1をカナダのカナダ・フェアチャイルド社で生産した型。50機生産。
SBF-3
SB2C-3をカナダ・フェアチャイルド社で生産した型。150機生産。
SBF-4E
SB2C-4Eをカナダ・フェアチャイルド社で生産した型。100機生産。
SBW-1
SB2C-1をカナダのカナディアン・カー・アンド・ファウンドリー社で生産した型。38機生産。
SBW-1B
SBW-1のレンドリース法によるイギリス海軍用。
SBW-3
B2C-3をカナディアン・カー・アンド・ファウンドリー社で生産した型。413機生産。
SBW-4E
SB2C-4Eをカナディアン・カー・アンド・ファウンドリー社で生産した型。270機生産。
SBW-5
SB2C-5をカナディアン・カー・アンド・ファウンドリー社で生産した型。

## 現存する機体
| 型名           | 機体番号 | 機体写真 | 所在地                                  | 保存施設/管理者                                                                         | 公開状況 | 状態     | 備考 |
| -------------- | -------- | -------- | --------------------------------------- | --------------------------------------------------------------------------------------- | -------- | -------- | --- |
| SB2C-1A /A-25A | 75552    |          | アメリカ カリフォルニア州カメロンパーク | ヴァルチャーズ・ロー・エイヴィエーション                                                | 非公開   | 修復中   | |
| SB2C-1A /A-25A | 76805    |          | アメリカ オハイオ州デイトン             | 国立アメリカ空軍博物館                                                                  | 非公開   | 修復中   | |
| SB2C-3         | 19075    |          | アメリカ カリフォルニア州チノ           | ヤンクス航空博物館                                                                      | 公開     | 修復中   | |
| SB2C-4         | 19866    |          | アメリカ フロリダ州ペンサコーラ         | 国立海軍航空博物館                                                                      | 非公開   | 修復中   | |
| SB2C-5         | 83321    |          | ギリシャ アテネ タトー空港              | ギリシャ空軍博物館                                                                      | 公開     | 静態展示 | |
| SB2C-5         | 83393    |          | アメリカ ミネソタ州グラナイトフォールス | フェイゲン・ファイターズ第二次世界大戦博物館                                            | 非公開   | 修復中   | |
| SB2C-5         | 83410    |          | タイ バンコク ドンムアン空軍基地        | タイ王国空軍博物館                                                                      | 公開     | 静態展示 | |
| SB2C-5         | 83479    |          | アメリカ ワシントンD.C.                 | スミソニアン博物館 国立航空宇宙博物館別館 スティーヴン・F・ウドヴァーヘイジー・センター | 公開     | 静態展示 | スミソニアン協会に1960年に収蔵され、1975年から海軍航空博物館に貸与されていた機体。海軍航空博物館での展示時には、大戦後のマーキングと212の塗装だったが、2003年にスミソニアンに返却されてから2013年頃までレストアを受けていた際、戦時中当時の資料や隊員、関係者への聞き取りを行ったところこの機体が「208」のマーキングであったと判明したためカラーリングも含め全て元の状態に戻してレストアされた。 |
| SB2C-5         | 83589    |          | アメリカ テキサス州 グラハム            | 記念空軍(CAF)                                                                           | 公開     | 飛行可能 | |

## 登場作品

### 映画
『男たちの大和/YAMATO』
アメリカ海軍所属機が登場。終盤にて、TBF アヴェンジャーやF6F ヘルキャットと共に、菊水作戦のために沖縄へ向かっていた大和型戦艦「大和」を襲撃する。
『アルキメデスの大戦』　　　　　　　　　　　　　　　　　　　　　　　　　　　　　　　　　　　　　　　　　　　

### 漫画
『晴天365日』
戦場まんがシリーズの一編。被弾して残弾もなく、負傷兵が青息吐息で飛行させている本機が登場。併走する百式司偵に（互いに無武装なので）「気力でぶち墜としてやる！」と変顔勝負を挑まれ、気力を失って墜落してしまう。

### ゲーム
『艦隊これくしょん -艦これ-』
艦上爆撃機カテゴリーの装備アイテムとして、SB2C-3、SB2C-5が登場する。
『WarThunder』
アメリカツリーにSB2C-1cとSB2C4が実装されている。